# Spogostylum robustale
Spogostylum robustale är en tvåvingeart som först beskrevs av Hesse 1956.  Spogostylum robustale ingår i släktet Spogostylum och familjen svävflugor. Inga underarter finns listade i Catalogue of Life.